# Suzue Miuchi
Suzue Miuchi (美内 すずえ, Miuchi Suzue) é uma mangaka japonesa e autora do famoso mangá shōjo Glass Mask. Nasceu em Nishinomiya, Japão e viveu em Osaka. Ganhou o Prêmio de Mangá Kōdansha em 1982 por Youkihi-den e o Prêmio da Associação Japonesa de Cartunistas em 1995.
Em dezembro de 1975, Miucho começou a trabalhar em Glass Mask, considerado o trabalho mais famoso dela até hoje. Apesar dos fãs do mangá shōjo muito conservadora e obsoleta, sua popularidade aumentou bastante e conquistou uma grande massa de admiradores de meia-idade durante sua publicação. Miucho é considerada atualmente uma das maiores artistas de mangá shōjo considerando o fato de Glass Mask ainda atrair uma nova geração de fãs, enquanto os fãs mais antigos esperam ansiosos pela conclusão.

## Mangás

### Séries
- Amaterasu
- Bara Monogatari
- Glass Mask
- Juusan Gatsu no Higeki
- Shira-yuri no kishi
- Youkihi-den

### Únicos
- Dynamite Milkpie
- Futari no Melody
- Kaerazaru Hyuuga
- Niji no Ikusa
- Oujo Alexandra
- Pollyana's Knight
- Shiroi Kageboshi